# Крусейдерс (футбольный клуб)
«Крусе́йдерс» (англ. Crusaders Football Club) — североирландский футбольный клуб из города Белфаст. Клуб основан в 1898 году, домашние матчи проводит на стадионе «Сивью». Пятикратный чемпион Северной Ирландии и трёхкратный обладатель Кубка страны.

## История
Начиная с 1967 года «Крусейдерс» 13 раз подряд вылетали в первых же раундах еврокубков, не одержав ни одной победы в 26 матчах. Особо можно отметить разгром 0:11 в гостях от бухарестского «Динамо» в розыгрыше Кубка чемпионов 1973/74.
В первом квалификационном раунде Лиги Европы 2015/16 североирландский клуб наконец смог одержать и первую победу и пройти в следующий раунд: дважды был обыгран литовский «Экранас» (3:1 и 2:1).
В первом квалификационном раунде Лиги чемпионов 2015/16 команда встречалась с эстонским чемпионом «Левадия» (0:0; 1:1), а во втором раунде — с албанским «Скендербеу», которому проиграл по сумме двух матчей (1:4; 3:2).
Став чемпионом Северной Ирландии в сезоне 2017/18, Крусейдерс спустя год отсутствия вернулся в Лигу чемпионов, начав своё выступление с первого квалификационного раунда. На этой стадии клубу достался постоянный чемпион Болгарии «Лудогорец». Оба матча завершились поражением с общим счётом 0:9 и вылетом команды из турнира.

## Достижения
- Чемпион Северной Ирландии (7) : 1972/73, 1975/76, 1994/95, 1996/97, 2014/15, 2015/16, 2017/18
- Обладатель Кубка Северной Ирландии (6) : 1966/67, 1967/68, 2008/09, 2018/19, 2021/22, 2022/23
- Обладатель Кубка лиги (1): 1996/97

## Выступления в еврокубках
| Сезон   | Турнир                      | Раунд                      | Соперник        | Дома | В гостях | Общий счёт |  |
| ------- | --------------------------- | -------------------------- | --------------- | ---- | -------- | ---------- |  |
| 1967/68 | Кубок обладателей кубков    | Первый раунд               | Валенсия        | 2:4  | 0:4      | 2:8        |  |
| 1968/69 | Кубок обладателей кубков    | Первый раунд               | Норрчёпинг      | 2:2  | 1:4      | 3:6        |  |
| 1973/74 | Кубок европейских чемпионов | Первый раунд               | Динамо Бухарест | 0:1  | 0:11     | 0:12       |  |
| 1976/77 | Кубок европейских чемпионов | Первый раунд               | Ливерпуль       | 0:5  | 0:2      | 0:7        |  |
| 1980/91 | Кубок обладателей кубков    | Первый раунд               | Ньюпорт Каунти  | 0:0  | 0:4      | 0:4        |  |
| 1993/94 | Кубок УЕФА                  | Первый раунд               | Серветт         | 0:0  | 0:4      | 0:4        |  |
| 1995/96 | Кубок УЕФА                  | Предварительный раунд      | Силькеборг      | 1:2  | 0:4      | 1:6        |  |
| 1996/97 | Кубок УЕФА                  | Предварительный раунд      | Жальгирис       | 2:1  | 0:2      | 2:3        |  |
| 1997/98 | Лига чемпионов УЕФА         | 1-й квалификационный раунд | Динамо Тбилиси  | 1:3  | 1:5      | 2:8        |  |
| 2009/10 | Лига Европы УЕФА            | 2-й квалификационный раунд | Работнички      | 1:1  | 2:4      | 3:5        |  |
| 2011/12 | Лига Европы УЕФА            | 2-й квалификационный раунд | Фулхэм          | 1:3  | 0:4      | 1:7        |  |
| 2012/13 | Лига Европы УЕФА            | 1-й квалификационный раунд | Русенборг       | 0:3  | 0:1      | 0:4        |  |
| 2013/14 | Лига Европы УЕФА            | 1-й квалификационный раунд | Русенборг       | 1:2  | 2:7      | 3:9        |  |
| 2014/15 | Лига Европы УЕФА            | 1-й квалификационный раунд | Экранас         | 3:1  | 2:1      | 5:2        |  |
| 2014/15 | Лига Европы УЕФА            | 2-й квалификационный раунд | Броммапойкарна  | 1:1  | 0:4      | 1:5        |  |
| 2015/16 | Лига чемпионов УЕФА         | 1-й квалификационный раунд | Левадия         | 0:0  | 1:1      | 1:1(г)     |  |
| 2015/16 | Лига чемпионов УЕФА         | 2-й квалификационный раунд | Скендербеу      | 3:2  | 1:4      | 4:6        |  |
| 2016/17 | Лига чемпионов УЕФА         | 2-й квалификационный раунд | Копенгаген      | 0:3  | 0:6      | 0:9        |  |
| 2017/18 | Лига Европы УЕФА            | 1-й квалификационный раунд | Лиепая          | 3:1  | 0:2      | 3:3(г)     |  |
| 2018/19 | Лига чемпионов УЕФА         | 1-й квалификационный раунд | Лудогорец       | 0:2  | 0:7      | 0:9        |  |
| 2018/19 | Лига Европы УЕФА            | 2-й квалификационный раунд | Олимпия Любляна | 1:5  | 1:1      | 2:6        |  |
| 2019/20 | Лига Европы УЕФА            | 1-й квалификационный раунд | Б36 Торсхавн    | 2:0  | 3:2      | 5:2        |  |
| 2019/20 | Лига Европы УЕФА            | 2-й квалификационный раунд | Вулверхэмптон   | 1:4  | 0:2      | 1:6        |  |